# Marco Constantini
Marco Constantini (Cortina d'Ampezzo, 22 ottobre 1965) è un giocatore di curling italiano, del Curling Club 66 Cortina.

## Carriera agonistica

### Nazionale
Il suo esordio con la nazionale italiana di curling è stato il campionato europeo misti del 2006, disputato a Claut, in Italia: in quell'occasione l'Italia si piazzò al secondo posto. Con la nazionale misti partecipa a due campionati europei misti.
In totale Marco vanta 8 presenze in azzurro. Il miglior risultato dell'atleta è la medaglia d'argento ottenuta ai campionati europei misti del 2006 disputati a Claut, in Italia. Questo è il miglior risultato ottenuto dalla nazionale italiana misti di curling di sempre.
CAMPIONATI
Nazionale misti:
- Europei misti
  - 2006 Claut ( Italia) 2° 
  - 2011 Copenaghen ( Danimarca) 6°

### Campionati italiani
Marco ha preso parte ai campionati italiani di curling inizialmente con il Curling Club 66 Cortina poi con il Curling Club Tre Cime per tornare nuovamente al CC 66 Cortina. Constantini è stato due volte campione d'Italia:
- Italiani assoluti
  - 2013  con Massimo Antonelli, Valter Bombassei, Marco Colli e Basilio De Zanna
  - 2012  con Marco Mariani, Massimo Antonelli, Basilio De Zanna  e Marco Colli
  - 2004  con Roberto Lacedelli, Stefano Morona, Marco Zisa e Alberto Menardi
- Italiani misti
  - 2006  con Valter Bombassei, Elettra De Col, Davide Zandegiacomo, Chiara Olivieri e Sara Zandegiacomo
  - 2011  con Valter Bombassei, Chiara Olivieri, Giorgia Casagrande, Massimo Antonelli e Maria Gaspari

## Altro
Marco è albergatore a Cortina d'Ampezzo.